# (7375) 1980 PZ
(7375) 1980 PZ là một tiểu hành tinh vành đai chính. Nó được phát hiện bởi Zdeňka Vávrová ở Đài thiên văn Kleť gần České Budějovice, Cộng hòa Séc, ngày 14 tháng 8 năm 1980.